# 임채민
임채민(林采民, 1958년 4월 10일~)은 대한민국의 제3대 국무총리실장과 제4대 보건복지부 장관을 지낸 정치인이다.

## 학력
- 서울고등학교 졸업
- 서울대학교 서양사학 학사
- 존스 홉킨스 대학교 대학원 경제학 석사
- 경희대학교 대학원 경제학 박사

## 경력
- 1980년: 행정고시 24회
- 1992년 7월: 산업자원부 철강금속과 과장
- ~ 1998년 9월: 산업자원부 기초소재산업과 과장
- 1999년: 대통령비서실 정책기획수석실 기획조정비서실 행정관
- 2000년 ~ 2001년: 산업자원부 총무과장
- 2001년 ~ 2002년: 2002년 월드컵축구대회조직위원회 미디어지원국장
- 2002년 12월 ~ 2003년: 산업자원부 공보관
- 2003년 ~ 2004년: 무역투자실 국제협력투자심의관
- 2004년 ~ 2004년 9월: 산업자원부 산업기술국장
- 2004년 10월 ~ 2007년 5월: 주 미국 대사관 참사관
- 2007년 5월 ~ 2008년 2월: 중소기업특별위원회 정책조정실장
- 2008년 3월 ~ 2010년 3월: 지식경제부 제1차관
- 2010년 8월 ~ 2011년 9월: 국무총리실장
- 2011년 9월 16일 ~ 2013년 3월 11일: 보건복지부 장관
- 2013년 ~ 2015년: The key to way 파트너
- 2015년 5월: 법무법인(유한) 광장 고문
- 2018년 3월: 대한항공 사외이사
  - 대한항공 사외이사후보추천위원회 위원
  - 대한항공 감사위원회 위원
  - 대한항공 안전위원회 위원
- 기후변화센터 이사